# Критика към Мохамед
Критиката към Мохамед включва съмнения относно искреността на твърденията му., че е пророк, неговия морал и браковете му.
Критика съществува още VII век, когато Мохамед е омаловажаван от немюсюлманските араби, заради разпространението на монотеизъм. През Средновековието в християнския свят той е бил често смятан за еретик и/или обладан от демони.

## Критика

### В юдаизма
През Средновековието еврейските писатели често описват Мохамед като ha-meshuggah („лудият“) – термин на презрение често използван в Библията за тези, които вярват, че са пророци.

### В християнството
От IX век насам са написани силно отрицателни биографии на Мохамед на латински език, като тази на Паоло Алваро, който го обявява за Антихриста. От VII век Мохамед и неговото име са свързани с множество стереотипи. Много източници посочват преувеличени и понякога погрешни такива. Тези стереотипи са родени на Изток, но биват приети от западните култури. Тези справки са изиграли основна роля при въвеждането на Мохамед и неговата религия на Запада като лъжепророкът, сарацински принц или божество, библейския звяр, разколник от християнството, сатанинско създание и Антихриста.
Някои средновековни църковни писатели описват Мохамед като обладан от Сатана, „предшественик на антихриста“ или самия Антихрист. В Дантевия Ад Мохамед е в Осмия кръг на ада и е изобразен като изкормен.
Tultusceptrum de libro domni Metobii, андалусийски ръкопис с неизвестна дата, разказва как Мохамед (наречен Озим от Хашим) е подмамен от Сатаната да промени оригиналното чисто божествено откровение. Историята твърди, че бог е загрижен за духовната съдба на арабите и иска да коригира отклонението им от вярата.
Тома Аквински е силно критичен към характера и етиката на Мохамед, твърдейки, че ученията му са до голяма степен в съответствие с неговия неморален начин на живот.
Мартин Лутер вижда Мохамед като „дявол и първородно дете на Сатаната.“

### Волтер
„Мохамед, или фанатизмът“ (на френски: Le fanatisme, ou Mahomet le Prophète) е трагедия в пет действия, написана от френския драматург и философ Волтер през 1736 г. Пиесата изследва религиозния фанатизъм и манипулацията, базиран на един епизод от традиционната биография на Мохамед, в който той поръчва убийството на своите критици.
В писмо до Фридрих II от 1740 Волтер приписва на Мохамед бруталност, която „със сигурност никой човек не може да извини“ и казва, че това произлиза от суеверие и липса на просветление. Искал е да обрисува Мохамед като „Тартюф с меч в ръка.“

### Съвременен западен критицизъм
Съвременните критици критикуват Мохамед за проповядване на вярвания, които са несъвместими с демокрацията; сомалийско-нидерландската феминистка и писателка Аян Хирси Али го нарича „тиранин“ и „перверзник“. Лидерът на Холандската партия на свободата Герт Вилдерс нарича Мохамед „масов убиец и педофил“.
Неврологът и виден критик на идеологиите Сам Харис също критикува пророка на исляма.

## Точки от критицизма

### Притежаване на роби
Някои западни мислители и християнски евангелисти критикуват Мохамед за това, че има дете (Ибрахим, който умира в ранна детска възраст) от робиня на име Мария ал-Кибтия, една от наложничките си, която е била подарък от християнския византийски владетел на Египет. Източници, включително Ибн Каим ал-Джаузия твърдят, че тя е била наложница, а не роб.
Мохамед дава право на хората си да се женят за своите роби и жените, заловени по време на война, като им дава пълни права за брак. В допълнение, според мюсюлманските богослови, той дава право на мъжете да имат сексуални отношения с пленнички и роби от женски род.
Ал-Муаминун 6 и Ал-Мааридж 30 в идентична формулировка разграничават съпруги от „владени от техните десници“, казвайки „أَزْوَاجِهِمْ أَوْ مَا مَلَكَتْ أَيْمَانُهُمْ“ буквално „техните съпруги или това, което десницата им притежава“ и изяснява, че сексуален контакт е допустим и с двете.

### Отношение към враговете
Мохамед често е критикуван извън ислямския свят за отношението му към еврейските племена в Медина. Пример за това е масово избиване на хората от Бану Курайза, еврейско племе от Медина. Племето е било обвинено в предателски споразумения с враговете.
Ибн Исхак пише, че Мохамед е одобрил обезглавяването на около 600 – 700, а някои твърдят, че са били около 800 – 900 души, които се предали след едноседмична обсада. (виж Бухари 5:59:362 Архив на оригинала от 2016-01-25 в Wayback Machine.) (Юсуф Али отбелязва, че Коранът обсъжда тази битка в стиховете 33:10). Били са погребани в масов гроб на мястото на пазара на Медина, а жените и децата са били продадени в робство.

### Браковете на Мохамед
Една от най-популярните исторически критики към Мохамед от Запад са неговите полигамни бракове. Мюсюлманите често посочват, че Мохамед се жени за Хадиджа (вдовица, чиято възраст се смята за 40 г.), когато той е на 25 години и остава моногамен за повече от 24 години, докато тя умира. Норман Гайслер казва, че браковете на Мохамед са доказателство за морална непоследователност, тъй като Мохамед не е бил склонен да се придържа към правилото да има само четири жени, което налага на останалите мъже. В Корана се казва, че ограничението за четири съпруги не важи за Мохамед. Мюсюлманите обикновено отговарят, че браковете на Мохамед не задоволят светски желания или страсти, а по-скоро следват по-висока цел и поради божията заповед. Ибн Араби вижда връзките на Мохамед с жените като доказателство за превъзходството му сред мъжете.
От XX век насам една обща точка на спора е бракът на Мохамед за Аиша, за която се вярва, че е била на шест или седемгодишна възраст, когато е сгодена за Мохамед в традиционните ислямски източници и на девет, или според ал-Табари – десет, когато бракът е консумиран при достигане на нейния пубертет.
Западните критици обръщат особено внимание върху брака на Мохамед с първата му братовчедка Зайнаб бин Джахш, разведената съпруга на Зайд ибн Хариса – бивш роб, когото Мохамед приема като син.

### Психично и здравословно състояние
Мохамед е имал мистериозни гърчове и пристъпи в моменти на вдъхновение. Според Филип Шаф (1819 – 1893), по време на знаменията Мохамед „понякога ръмжал като камила, разпенвала се устата му и се потил.“ Според Темкин първото присъждане на епилептични припадъци на Мохамед идва от византийския историк от VIII век Теофан, който пише, че съпругата на Мохамед „е много опечалена, че тя, бидейки от благороден произход, е свързана с такъв човек, който не само е беден, но и е епилептичен.“ През Средновековието, общото мнение за тези, които страдат от епилепсия, е нечист и неизлечим нещастник, който може да бъде обладан от Дявола.